# Eriopyga epipsilina
Eriopyga epipsilina là một loài bướm đêm trong họ Noctuidae.